# Amt Neuhaus (Hochstift Bamberg)
Das Amt Neuhaus, auch Amt Veldenstein oder Pflege Veldenstein, war ein Amt des Hochstiftes Bamberg.

## Geschichte
Grundlage der Bamberger Herrschaft war die namensgebende Burg Veldenstein. Später wurde der Amtssitz nach Neuhaus an der Pegnitz verlegt.
Das Amt Neuhaus fiel 1803 infolge der Säkularisation nach dem Friedensvertrag von Lunéville mit Napoléon Bonaparte an Kurpfalz-Bayern und kam 1805 zur Oberpfalz. Es wurde aufgelöst, seine Funktion wurde den neu geschaffenen Landgerichten übertragen.

## Struktur

### Oberamt
Das Amt Neuhaus war eines der zuletzt 18 Oberämter des Hochstiftes, als solches auch als Pflege Veldenstein bezeichnet. Damit war keine Überordnung über andere Ämter verbunden. In den Oberämter gab es neben dem Vogt noch einen Oberamtmann aus dem lokalen Adel. Im Fall der Pflege Veldenstein stellte die Familie Groß von Trockau typischerweise diesen Oberamtmann. Das Amt selbst war weitgehend Sinekure.

### Centamt
Das Centamt Neuhaus war eines der 29 Centämter des Hochstiftes Bamberg. Sein Hochgerichtsbezirk deckte sich nicht mit dem des Kastenamtes.

### Vogtei, Steuer- und Kastenamt
Am Ende des HRR bestanden im Hochstift Bamberg 54 Vogteiämter, an deren Spitze ein Vogt stand. Die Aufgaben dieser Vogteiämter waren sowohl Verwaltungsaufgaben als auch die Ausübung der Niederen Gerichtsbarkeit. Das Amt Neuhaus war eines dieser 54 Vogteiämter. Es war gleichzeitig Steueramt, also für den Einzug der Steuern zuständig. Die Verwaltung der Kammergüter und Lehen wurde vom Amt Neuhaus in seiner Eigenschaft als Kastenamt durchgeführt. Die Aufgaben all dieser Ämter wurden typischerweise in Personalunion durch den Vogt wahrgenommen.
Die wirtschaftliche Bedeutung des Amtes für das Hochstift Bamberg war relativ gering, es wurde daher als Amt I Klasse (von 5) geführt. Die Steuererträge des Steueramtes betrugen im Schnitt in der Amtszeit von Peter Philipp von Dernbach (1672–1683) 649 und in der Amtszeit von Marquard Sebastian Schenk von Stauffenberg (1683–1693) 538 fränkische Gulden pro Jahr.

### Bergamt
Das Bergrecht im Amt Neuhaus hatte eine hohe wirtschaftliche Bedeutung. 1244 bestätigte Kaiser Friedrich II Bamberg den Besitz des dortigen Bergrechts. Zunächst war das Kastenamt hierfür zuständig gewesen. In der zweiten Hälfte des 18. Jahrhunderts wurde ein gesondertes Bergamt eingerichtet. Es war ab 1796 dem Oberbergwerkskollegium nachgeordnet.

## Umfang
Zum Amt gehörten Neuhaus, Rothenbruck, Hammerschrott, Fischstein mit Eisenhammer, Ottenhof, Bernheck, Brand, Gotzenberg, Höfen, Horlach, Mosenberg, Pollanden und Weidensees.

## Amtshaus
Ursprünglich war der Sitz des Amtes auf der Burg Veldenstein. Später wurde er in den ehemaligen Kastnerhof (Marktplatz 8) verlegt. Das Gebäude stammt im Kern aus dem 16./17. Jahrhundert und wurde nach Kriegsschäden erneuert. Es steht als Baudenkmal unter Denkmalschutz.

## Persönlichkeiten

### Oberamtmänner
- Karl Siegmund Groß von Trockau (1683–1706)
- Marquard Wilhelm Groß von Trockau (1706–1728)
- Franz Anton Groß von Trockau (1728–1738)
- Otto Philipp Groß von Trockau (1733–1779)
- Vakanz (1779–1790)
- Philipp von Guttenberg (1790–1793)
- Adam Friedrich Horneck von Weinheim (1793–1803)[2]

### Amtsvögte
- Adolph Anton Molitor (1796)[3]